# Narcís Lunes i Boloix
Narcís Lunes i Boloix (Sant Vicenç dels Horts, Baix Llobregat, 15 de gener de 1913 - Sant Vicenç dels Horts, 19 de setembre de 1987) fou un poeta i assagista vicentí, Mestre en Gai Saber l'any 1967.

## Biografia
Va col·laborar a la revista local Pau i Treball (1932) i fou fundador, juntament amb Joan Tous Farell de la revista quinzenal Juventud Católica Vicentina, editada des de l'any 1947, publicant articles i poemes de caràcter religiós. Posteriorment, la revista fou publicada amb el títol Mes, esdevenint-ne el director durant els anys seixanta. També col·laborà a la ràdio local, Radio San Vicente del Horts, fundada l'any 1952, en seccions de divulgació religiosa, científica i literària. A finals dels anys quaranta, va reordenar i adaptar el text de l'Auto Sacramental de la Setmana Santa de Sant Vicenç dels Horts a partir dels textos originals atribuïts a fra Antoni de Sant Jeroni.
Entre altres distincions, fou nomenat Fill Predilecte de la Vila de Sant Vicenç dels Horts l'any 1966 i també rebé el Premi Fastenrath concedit per l'Ajuntament de Barcelona. L'any 1967 fou nomenat com a Mestre en Gai Saber per l'Acadèmia dels Jocs Florals del Rosselló. En el centenari del seu naixement, s'inaugurà el 17 de desembre de 2013 la sala d'actes que porta el seu nom a la Biblioteca Municipal Les Voltes.

## Obra literària

### Poesia
- Íntimes.  Sant Vicenç dels Horts: [s.n.], 1952 (Biblioteca santvicentina; 1).
- Cançó de tots els temps.  Barcelona: Rondas, 1978. ISBN 8485247434.
- Ales al vent.  Sant Vicenç dels Horts: [s.e.], 1987.

### Teatre
- El Testament de Ricard de Montanyal: [s.e.], 1950.
- L'Hostal Vell: [s.e.], 1951.
- Dos secrets dins la nit. Sant Vicenç dels Horts : [s.e.], 1955.
- El Gran sotrac. Sant Vicenç dels Horts : [s.e.], 1956.